# Списък с филмите на „Уорнър Брос“ (1990 – 1999)
Това е списък с филмите, които са продуцирани, копродуцирани, и/или разпространени от Уорнър Брос през 1990 – 1999 г.

## 1990
| Премиера             | Заглавие                           | Бележки                                                                                       |
| -------------------- | ---------------------------------- | --------------------------------------------------------------------------------------------- |
| 2 февруари 1990 г.   | Мъжете не напускат                 | копродукция с The Geffen Film Company                                                         |
| 9 февруари 1990 г.   | Труден за убиване                  | копродукция с Lee Rich Productions                                                            |
| 9 март 1990 г.       | Джо срещу вулкана                  | копродукция с Amblin Entertainment                                                            |
| 16 март 1990 г.      | Ламбада                            | Единствено театрално разпространение продуциран от Cannon Pictures                            |
| 6 април 1990 г.      | Импулс                             |                                                                                               |
| 15 юни 1990 г.       | Гремлини 2: Новата партида         | копродукция с Amblin Entertainment                                                            |
| 13 юли 1990 г.       | Бърза смяна                        |                                                                                               |
| 27 юли 1990 г.       | Невинен до доказване на противното | копродукция с Mirage Productions                                                              |
| 17 август 1990 г.    | Моят син рай                       | копродукция с Hawn/Sylbert Movie Company                                                      |
| 24 август 1990 г.    | Сънища                             | копродукция с Akira Kurosawa USA                                                              |
| 24 август 1990 г.    | Вещиците                           | копродукция с Lorimar и The Jim Henson Company                                                |
| 14 септември 1990 г. | Бял ловец – черно сърце            | копродукция с Malpaso Productions и Rastar                                                    |
| 19 септември 1990 г. | Добри момчета                      | номинация за „Оскар“ за най-добър филм номинация за „Златен глобус“ за най-добър филм – драма |
| 12 октомври 1990 г.  | Мемфис Бел                         |                                                                                               |
| 17 октомври 1990 г.  | Обрат на съдбата                   | единствено разпространение в САЩ                                                              |
| 2 ноември 1990 г.    | Мост на графитите                  |                                                                                               |
| 21 ноември 1990 г.   | Принцът и лешникотрошачката        | единствено разпространение в САЩ продуциран от Lacewood Productions и Allied Filmmakers       |
| 7 декември 1990 г.   | Новакът                            | копродукция с Malpaso Productions                                                             |
| 12 декември 1990 г.  | Чай в пустинята                    | копродукция с Recorded Picture Company                                                        |
| 21 декември 1990 г.  | Кладата на суетата                 |                                                                                               |

## 1991
| Премиера            | Заглавие                                   | Бележки |
| ------------------- | ------------------------------------------ | --- |
| 18 януари 1991 г.   | Хамлет                                     | единствено разпространение копродукция с Canal+, Nelson Entertainment, „Айкън Пръдъкшънс“ и Carolco Pictures                                  |
| 8 февруари 1991 г.  | Приказка без край 2: Следващата глава      | разпространител |
| 15 февруари 1991 г. | Само неприятности                          | |
| 8 март 1991 г.      | Ню Джак Сити                               | |
| 15 март 1991 г.     | Ако погледът можеше да убива               | |
| 15 март 1991 г.     | Виновен по подозрение                      | |
| 22 март 1991 г.     | Да защитиш живота си                       | копродукция с Geffen Pictures |
| 12 април 1991 г.    | Борба за справедливост                     | копродукция с Arnold Kopelson Productions |
| 3 май 1991 г.       | Born to Ride                               | |
| 10 май 1991 г.      | Прераждане                                 | копродукция с HBO Pictures |
| 7 юни 1991 г.       | Не казвайте на мама, че бавачката е мъртва | копродукция с HBO Pictures и Outlaw Productions                                                                                               |
| 14 юни 1991 г.      | Робин Худ: Принцът на крадците             | единствено разпространение копродукция с Morgan Creek Productions                                                                             |
| 2 август 1991 г.    | Доктор Холивуд                             | |
| 2 август 1991 г.    | Ровър Дейнджърфийлд                        | копродукция с Hyperion Pictures |
| 23 август 1991 г.   | Потапяне                                   | |
| 23 август 1991 г.   | Конфликт в Малко Токио                     | |
| 4 октомври 1991 г.  | Dogfight                                   | |
| 4 октомври 1991 г.  | Рикошет                                    | копродукция с HBO Pictures, Cinema Plus L.P. и Silver Pictures                                                                                |
| 18 октомври 1991 г. | Парите на другите                          | |
| 25 октомври 1991 г. | Къдравата Сю                               | копродукция с John Hughes Entertainment |
| 8 ноември 1991 г.   | Делово преди всичко                        | |
| 15 ноември 1991 г.  | На среща с Венера                          | |
| 13 декември 1991 г. | Последният бойскаут                        | копродукция с Geffen Pictures и Silver Pictures                                                                                               |
| 20 декември 1991 г. | Джей Еф Кей                                | номинация за „Оскар“ за най-добър филм номинация за „Златен глобус“ за най-добър филм – драма копродукция с Regency Enterprises и StudioCanal |
| 25 декември 1991 г. | До края на света                           | единствено разпространение в САЩ |

## 1992
| Премиера             | Заглавие                        | Бележки                                                                                                 |
| -------------------- | ------------------------------- | --- |
| 17 януари 1992 г.    | Беглец в бъдещето               | единствено разпространение; копродукция с Morgan Creek Productions                                      |
| 31 януари 1992 г.    | Ураганът Смит                   | копродукция с Village Roadshow Pictures                                                                 |
| 7 февруари 1992 г.   | Последен анализ                 | |
| 28 февруари 1992 г.  | Кралете на мамбото              | копродукция с Regency Enterprises и Le Studio Canal+                                                    |
| 28 февруари 1992 г.  | Спомените на един невидим човек | копродукция с Regency Enterprises и StudioCanal                                                         |
| 27 март 1992 г.      | Силата на един човек            | копродукция с Village Roadshow Pictures, Regency Enterprises и Le Studio Canal+                         |
| 27 март 1992 г.      | Калинките                       | копродукция с Morgan Creek International и Ladybugs Productions                                         |
| 15 април 1992 г.     | Град на радостта                | единствено разпространение извън САЩ копродукция с Lightmotive и Allied Filmmakers                      |
| 24 април 1992 г.     | Бели пясъци                     | единствено разпространение копродукция с Morgan Creek Productions                                       |
| 1 май 1992 г.        | Плажът на костенурките          | копродукция с Village Roadshow Pictures, Regency Enterprises и StudioCanal                              |
| 15 май 1992 г.       | Смъртоносно оръжие 3            | копродукция с Silver Pictures                                                                           |
| 5 юни 1992 г.        | Class Act                       | |
| 19 юни 1992 г.       | Батман се завръща               | копродукция с PolyGram Filmed Entertainment                                                             |
| 24 юли 1992 г.       | Мама и татко спасяват света     | копродукция с HBO Pictures                                                                              |
| 7 август 1992 г.     | Непростимо                      | Награда „Оскар“ за най-добър филм копродукция с Malpaso Productions                                     |
| 14 август 1992 г.    | Останете на канала              | единствено разпространение копродукция с Morgan Creek Productions                                       |
| 21 август 1992 г.    | Христофор Колумб: Откритието    | единствено разпространение в САЩ                                                                        |
| 18 септември 1992 г. | South Central                   | |
| 18 септември 1992 г. | Любовни квартири                | |
| 25 септември 1992 г. | Невинна кръв                    | |
| 9 октомври 1992 г.   | Под обсада                      | копродукция с Regency Enterprises и StudioCanal                                                         |
| 23 октомври 1992 г.  | Чиста държава                   | |
| 6 ноември 1992 г.    | Пасажер 57                      | |
| 6 ноември 1992 г.    | Последният мохикан              | Международно разпространение копродукция с 20th Century Fox и Morgan Creek Productions                  |
| 18 ноември 1992 г.   | Малкълм Екс                     | единствено разпространение в САЩ копродукция с Largo International N.V. и 40 Acres and a Mule Filmworks |
| 25 ноември 1992 г.   | Бодигард                        | |
| 16 декември 1992 г.  | Вечно млад                      | копродукция с „Айкън Пръдъкшънс“                                                                        |

## 1993
| Премиера             | Заглавие                       | Бележки                                                                                                 |
| -------------------- | ------------------------------ | --- |
| 5 февруари 1993 г.   | Съмърсби                       | копродукция с Regency Enterprises, Alcor Films и Le Studio Canal+                                       |
| 26 февруари 1993 г.  | Пропадане                      | копродукция с Regency Enterprises, Alcor Films, Le Studio Canal+ и Arnold Kopelson Productions          |
| 19 март 1993 г.      | Терористката                   | |
| 2 април 1993 г.      | Увеличението                   | копродукция с Morgan Creek Productions                                                                  |
| 9 април 1993 г.      | Животът на момчето             | |
| 16 април 1993 г.     | Точка на кипене                | копродукция с Hexagon Films                                                                             |
| 7 май 1993 г.        | Дейв                           | копродукция с Northern Lights и Shuler/Donner Productions                                               |
| 28 май 1993 г.       | Произведено в Америка          | копродукция с Regency Enterprises, Alcor Films и Le Studio Canal+                                       |
| 25 юни 1993 г.       | Денис Белята                   | единствено разпространение; с Warner Bros. Family Entertainment копродукция с John Hughes Entertainment |
| 16 юли 1993 г.       | Волният Уили                   | с Warner Bros. Family Entertainment копродукция с Regency Enterprises и Le Studio Canal+                |
| 6 август 1993 г.     | Тази нощ                       | копродукция с Regency Enterprises, Alcor Films и Le Studio Canal+                                       |
| 6 август 1993 г.     | Беглецът                       | номинация за „Оскар“ за най-добър филм копродукция с Arnold Kopelson Productions                        |
| 13 август 1993 г.    | Тайната градина                | с Warner Bros. Family Entertainment копродукция с American Zoetrope                                     |
| 25 август 1993 г.    | Човекът без лице               | копродукция с „Айкън Пръдъкшънс“                                                                        |
| 10 септември 1993 г. | Истински романс                | единствено разпространение копродукция с Morgan Creek Productions и Davis Films                         |
| 17 септември 1993 г. | Във въздуха                    | копродукция с „Айкън Пръдъкшънс“                                                                        |
| 1 октомври 1993 г.   | Мадам Бътерфлай                | копродукция с Geffen Pictures                                                                           |
| 8 октомври 1993 г.   | Разрушителят                   | копродукция с Silver Pictures                                                                           |
| 15 октомври 1993 г.  | Безстрашен                     | |
| 15 октомври 1993 г.  | Господин Чудесен               | |
| 29 октомври 1993 г.  | Кика                           | единствено разпространение                                                                              |
| 17 ноември 1993 г.   | Светецът от форт Вашингтон     | |
| 24 ноември 1993 г.   | Съвършен свят                  | копродукция с Malpaso Productions                                                                       |
| 24 ноември 1993 г.   | Лешникотрошачката              | копродукция с Warner Bros. Family Entertainment и Regency Enterprises                                   |
| 17 декември 1993 г.  | Версия Пеликан                 | копродукция с Mace Neufeld Productions                                                                  |
| 17 декември 1993 г.  | Да се изправиш срещу Хемингуей | |
| 25 декември 1993 г.  | Батман: Маската на Фантома     | с Warner Bros. Family Entertainment копродукция с DC Comics и Warner Bros. Animation                    |
| 25 декември 1993 г.  | Сърдити старчета               | |
| 25 декември 1993 г.  | Между небето и земята          | копродукция с Regency Enterprises, Alcor Films и Le Studio Canal+                                       |

## 1994
| Премиера             | Заглавие                              | Бележки |
| -------------------- | ------------------------------------- | --- |
| 28 януари 1994 г.    | Похитители на тела                    | |
| 4 февруари 1994 г.   | Ейс Вентура: Зоодетектив              | единствено разпространение; копродукция с Morgan Creek Productions                                             |
| 18 февруари 1994 г.  | Опасна зона                           | |
| 11 март 1994 г.      | Генерално пълномощно                  | копродукция с Polygram Filmed Entertainment, Silver Pictures и Working Title Films                             |
| 30 март 1994 г.      | Професионалната бейзболна лига 2      | единствено разпространение; копродукция с Morgan Creek Productions                                             |
| 30 март 1994 г.      | Палечка                               | с Warner Bros. Family Entertainment копродукция с Don Bluth Entertainment                                      |
| 22 април 1994 г.     | Преследвачи                           | единствено разпространение копродукция с Morgan Creek Productions                                              |
| 29 април 1994 г.     | С отличие                             | копродукция с Spring Creek Pictures                                                                            |
| 6 май 1994 г.        | Аз, човекът                           | копродукция с The Bountful Company Limited                                                                     |
| 6 май 1994 г.        | Безразсъдният Кели                    | единствено разпространение в САЩ                                                                               |
| 20 май 1994 г.       | Маверик                               | копродукция с „Айкън Пръдъкшънс“ и Shuler/Donner Productions                                                   |
| 24 юни 1994 г.       | Уайът Ърп                             | копродукция с Tig Productions                                                                                  |
| 22 юли 1994 г.       | Клиентът                              | копродукция с Regency Enterprises и Alcor Films                                                                |
| 29 юли 1994 г.       | Черният красавец                      | с Warner Bros. Family Entertainment                                                                            |
| 5 август 1994 г.     | Войната на копчетата                  | копродукция с Enigma Productions, Fujisankei Communications Group, Hugo Films и Les Productions de la Guéville |
| 26 август 1994 г.    | Полицейска академия 7: Мисия в Москва | |
| 26 август 1994 г.    | Убийци по рождение                    | копродукция с Regency Enterprises и Alcor Films                                                                |
| 9 септември 1994 г.  | Аризонска мечта                       | единствено разпространение в САЩ                                                                               |
| 9 септември 1994 г.  | Рапа Нуи                              | копродукция с Tig Productions                                                                                  |
| 9 септември 1994 г.  | Окончателно решение                   | единствено разпространение копродукция с Morgan Creek Productions                                              |
| 16 септември 1994 г. | Нов живот                             | копродукция с Regency Enterprises и Alcor Films                                                                |
| 30 септември 1994 г. | Партньори                             | копродукция с Regency Enterprises и Alcor Films                                                                |
| 7 октомври 1994 г.   | Специалистът                          | |
| 7 октомври 1994 г.   | Един трол в Сентрал Парк              | с Warner Bros. Family Entertainment копродукция с Don Bluth Entertainment                                      |
| 14 октомври 1994 г.  | Малките гиганти                       | с Warner Bros. Family Entertainment копродукция с Amblin Entertainment                                         |
| 14 октомври 1994 г.  | Въображаеми престъпления              | единствено разпространение копродуциран с Morgan Creek Productions                                             |
| 21 октомври 1994 г.  | Любовна афера                         | |
| 28 октомври 1994 г.  | Тревожна есен                         | единствено разпространение копродуциран с Morgan Creek Productions                                             |
| 11 ноември 1994 г.   | Интервю с вампир                      | копродукция с Geffen Pictures                                                                                  |
| 2 декември 1994 г.   | Тай Коб                               | копродукция с Regency Enterprises                                                                              |
| 9 декември 1994 г.   | Разкриване                            | копродукция с Baltimore Pictures                                                                               |
| 21 декември 1994 г.  | Ричи Рич                              | с Warner Bros. Family Entertainment копродукция с Silver Pictures и Davis Entertainment                        |

## 1995
| Премиера             | Заглавие                         | Бележки |
| -------------------- | -------------------------------- | --- |
| 20 януари 1995 г.    | Убийство в Алкатраз              | единствено разпространение в САЩ; продуциран от StudioCanal                                                                            |
| 3 февруари 1995 г.   | Забранено за момчета             | копродукция с Regency Enterprises |
| 17 февруари 1995 г.  | Справедлива кауза                | |
| 10 март 1995 г.      | Зараза                           | копродукция с Arnold Kopelson Productions                                                                                              |
| 31 март 1995 г.      | Повикът на дивото                | с Warner Bros. Family Entertainment |
| 12 април 1995 г.     | Камъчето и пингвина              | единствено международно разпространение копродукция с Don Bluth Entertainment и Metro-Goldwyn-Mayer                                    |
| 10 май 1995 г.       | Малка принцеса                   | с Warner Bros. Family Entertainment копродукция с Baltimore Pictures                                                                   |
| 2 юни 1995 г.        | Мостовете на Медисън             | номинация „Златен глобус“ за най-добър филм – драма копродукция с Malpaso Productions                                                  |
| 16 юни 1995 г.       | Батман завинаги                  | копродукция с DC Entertainment и PolyGram Filmed Entertainment                                                                         |
| 14 юли 1995 г.       | Под обсада 2: Мрачната територия | копродукция с Regency Enterprises и Alcor Films                                                                                        |
| 19 юли 1995 г.       | Волният Уили 2                   | с Warner Bros. Family Entertainment копродукция с Regency Enterprises и StudioCanal                                                    |
| 4 август 1995 г.     | Тема за разговор                 | |
| 25 август 1995 г.    | Невероятното приключение с панда | с Warner Bros. Family Entertainment |
| 15 септември 1995 г. | Падащи звезди над Хенриета       | |
| 6 октомври 1995 г.   | Атентатори                       | копродукция с Silver Pictures |
| 20 октомври 1995 г.  | Емпайър Рекърдс                  | копродукция с Regency Enterprises |
| 27 октомври 1995 г.  | Имитаторът                       | копродукция с Regency Enterprises |
| 3 ноември 1995 г.    | Клетниците                       | единствено разпространение в САЩ, Канада, Аржентина, Великобритания, Швеция продуциран от TF1, Canal+ и Les Films 13.                  |
| 3 ноември 1995 г.    | Честна игра                      | копродукция с Silver Pictures |
| 10 ноември 1995 г.   | Ейс Вентура: Повикът на дивото   | копродукция с Morgan Creek Productions                                                                                                 |
| 17 ноември 1995 г    | Нужни са двама                   | единствено разпространение в САЩ с Warner Bros. Family Entertainment продуциран от Rysher Entertainment и Dualstar Entertainment Group |
| 15 декември 1995 г.  | Жега                             | копродукция с Regency Enterprises |
| 22 декември 1995 г.  | По-сърдити старчета              | |

## 1996
| Премиера             | Заглавие              | Бележки |
| -------------------- | --------------------- | --- |
| 12 януари 1996 г.    | Двойно преследване    | единствено разпространение копродукция с Morgan Creek Productions                                                                                                   |
| 26 януари 1996 г.    | Побойникът            | копродукция от Morgan Creek Productions |
| 2 февруари 1996 г.   | Приказка без край III | с Warner Bros. Family Entertainment копродукция с Miramax Films и CineVox Filmproduktion                                                                            |
| 15 март 1996 г.      | Извънредно решение    | копродукция с Silver Pictures |
| 22 март 1996 г.      | Диаболично            | единствено разпространение копродукция с Morgan Creek Productions                                                                                                   |
| 10 май 1996 г.       | Туистър               | единствено разпространение в САЩ копродукция с Universal Pictures и Amblin Entertainment                                                                            |
| 21 юни 1996 г.       | Заличителят           | копродукция с Arnold Kopelson Productions |
| 24 юли 1996 г.       | Време да убиваш       | копродукция с Regency Enterprises |
| 26 юли 1996 г.       | Апартаментът на Джо   | копродукция с Geffen Pictures и MTV Films |
| 16 август 1996 г.    | Тенекиена купа        | копродукция с Regency Enterprises |
| 23 август 1996 г.    | Микробусът            | копродукция с Regency Enterprises |
| 6 септември 1996 г.  | Sweet Nothing         | |
| 6 септември 1996 г.  | Фантасмагор           | копродуциран с Regency Enterprises |
| 20 септември 1996 г. | Да устоиш на Пикасо   | |
| 4 октомври 1996 г.   | Невидимият            | |
| 9 октомври 1996 г.   | Собственикът          | |
| 11 октомври 1996 г.  | Майкъл Колинс         | копродукция с Geffen Pictures |
| 18 октомври 1996 г.  | Слийпърс              | единствено разпространение в САЩ копродукция с PolyGram Filmed Entertainment и Propaganda Films Universal Pictures поддържа правата за международно разпространение |
| 25 октомври 1996 г.  | Северна звезда        | копродукция с Regency Enterprises |
| 25 октомври 1996 г.  | Гонещият слънцето     | копродукция с Regency Enterprises |
| 1 ноември 1996 г.    | Зловеща луна          | единствено разпространение копродукция с Morgan Creek Productions                                                                                                   |
| 15 ноември 1996 г.   | Космически забивки    | с Warner Bros. Family Entertainment копродукция с Warner Bros. Feature Animation                                                                                    |
| 13 декември 1996 г.  | Марсиански атаки      | |
| 20 декември 1996 г.  | Скъпи сънародници     | |

## 1997
| Премиера             | Заглавие                             | Бележки |
| -------------------- | ------------------------------------ | --- |
| 14 февруари 1997 г.  | Ваканция във Вегас                   | копродукция с Jerry Weintraub Productions |
| 21 февруари 1997 г.  | Розууд                               | копродукция с Peters Entertainment и New Deal Productions |
| 21 март 1997 г.      | Селена                               | копродукция с Q-Productions |
| 26 март 1997 г.      | Котките не танцуват                  | с Warner Bros. Family Entertainment копродукция с Turner Feature Animation                                                                                                |
| 4 април 1997 г.      | Анна Каренина                        | единствено разпостранение в САЩ, продуциран от „Айкън Пръдъкшънс“ |
| 18 април 1997 г.     | Убийство 1600                        | копродукция с Regency Enterprises и Arnold Kopelson Productions |
| 27 април 1997 г.     | Шайло                                | с Warner Bros. Family Entertainment |
| 9 май 1997 г.        | Ние сме баща ти                      | копродукция с Silver Pictures, Northern Lights и Shuler/Donner Productions                                                                                                |
| 23 май 1997 г.       | Болни от любов                       | копродукция с Miramax Films и Outlaw Production |
| 20 юни 1997 г.       | Батман и Робин                       | копродукция с DC Entertainment и PolyGram Filmed Entertainment |
| 2 юли 1997 г.        | Дивата Америка                       | единствено разпространение копродукция с Morgan Creek Productions |
| 11 юли 1997 г.       | Контакт                              | копродукция с South Side Amusement Company |
| 30 юли 1997 г.       | Код 187                              | копродукция с „Айкън Пръдъкшънс“ |
| 8 август 1997 г.     | Волният Уили 3: Спасението           | с Warner Bros. Family Entertainment копродукция с Regency Enterprises |
| 8 август 1997 г.     | Теория на конспирацията              | копродукция с Silver Pictures и Shuler/Donner Productions |
| 15 август 1997 г.    | Стомана                              | копродукция с Quincy Jones-David Salzman Entertainment |
| 5 септември 1997 г.  | Огън под земята                      | единствено разпространение; копродукция с Seagal/Nasso Productions |
| 19 септември 1997 г. | Поверително от Ел Ей                 | номинация за „Оскар“ за най-добър филм номинация за „Златен глобус“ за най-добър филм – драма копродукция с Regency Enterprises                                           |
| 26 септември 1997 г. | Троянска война                       | единствено разпространение |
| 17 октомври 1997 г.  | Адвокат на Дявола                    | копродукция с Regency Enterprises и Arnold Kopelson Productions |
| 17 октомври 1997 г.  | Време за раздяла                     | копродукция с Regency Enterprises |
| 17 октомври 1997 г.  | Жива плът                            | единствено разпространение |
| 24 октомври 1997 г.  | Приказка: Истинска история           | международно разпространение копродукция с Paramount Pictures, „Айкън Пръдъкшънс“, Icon Entertainment International, Wendy Finerman Productions и Anna K. Production C.V. |
| 7 ноември 1997 г.    | Луд град                             | копродукция с Arnold Kopelson Productions |
| 14 ноември 1997 г.   | Човекът, който знаеше твърде малко   | копродукция с Regency Enterprises |
| 21 ноември 1997 г.   | Нощем в градината на доброто и злото | копродукция с Malpaso Productions |
| 25 декември 1997 г.  | Месия на бъдещето                    | копродукция с Tig Productions |

## 1998
| Премиера             | Заглавие                       | Бележки |
| -------------------- | ------------------------------ | --- |
| 16 януари 1998 г.    | Падналият ангел                | копродукция с Turner Pictures и Atlas Entertainment |
| 13 февруари 1998 г.  | Сфера                          | копродукция с Baltimore Pictures |
| 20 февруари 1998 г.  | Съдба на куртизанка            | единствено разпространение в Северна Америка копродукция с Regency Enterprises и Bedford Falls Productions 20th Century Fox поддържа международното разпространение |
| 6 март 1998 г.       | Щатски шерифи                  | копродукция с Arnold Kopelson Productions |
| 13 март 1998 г.      | Инкогнито                      | единствено разпространение копродукция с Morgan Creek Productions                                                                                                   |
| 3 април 1998 г.      | Малкият касапин                | копродукция с Geffen Pictures |
| 10 април 1998 г.     | Град на ангели                 | копродукция с Regency Enterprises и Atlas Entertainment |
| 17 април 1998 г.     | Професионална бейзболна лига 3 | единствено разпространение копродукция с Morgan Creek Productions                                                                                                   |
| 24 април 1998 г.     | Тарзан и изгубеният град       | копродукция с Village Roadshow Pictures |
| 15 май 1998 г.       | Вълшебният меч                 | с Warner Bros. Family Entertainment копродукция с Warner Bros. Feature Animation                                                                                    |
| 29 май 1998 г.       | Почти герои                    | копродукция с Turner Pictures |
| 5 юни 1998 г.        | Перфектно убийство             | копродукция с Arnold Kopelson Productions |
| 10 юли 1998 г.       | Смъртоносно оръжие 4           | копродукция с Silver Pictures |
| 29 юли 1998 г.       | Парламентьорът                 | копродукция с Regency Enterprises |
| 14 август 1998 г.    | Отмъстителите                  | |
| 21 август 1998 г.    | Несправедливо обвинен          | единствено разпространение копродукция с Morgan Creek Productions                                                                                                   |
| 28 август 1998 г.    | Защо се влюбват глупаците      | |
| 11 септември 1998 г. | Без предел                     | |
| 16 октомври 1998 г.  | Приложна магия                 | копродукция с Village Roadshow Pictures |
| 23 октомври 1998 г.  | Войник                         | копродукция с Morgan Creek Productions |
| 25 ноември 1998 г.   | Меню за трима                  | |
| 11 декември 1998 г.  | Снежният човек                 | |
| 18 декември 1998 г.  | Имате поща                     | |

## 1999
| Премиера             | Заглавие                                     | Бележки |
| -------------------- | -------------------------------------------- | --- |
| 5 февруари 1999 г.   | Разлпата                                     | международен разпространител копродукция с Paramount Pictures и „Айкън Пръдъкшънс“                                                                           |
| 12 февруари 1999 г.  | Писмо в бутилка                              | копродукция с Bel Air Entertainment, Tig Productions и Di Novi Pictures                                                                                      |
| 5 март 1999 г.       | Анализирай това                              | копродукция с Village Roadshow Pictures и Tribeca Productions                                                                                                |
| 19 март 1999 г.      | Кралят и аз                                  | с Warner Bros. Family Entertainment копродукция с Morgan Creek Productions, Nest Family Entertainment, Rankin/Bass Productions и Rich Animation Studios      |
| 19 март 1999 г.      | Истински престъпно                           | копродукция с Malpaso Productions |
| 31 март 1999 г.      | Матрицата                                    | копродукция с Village Roadshow Pictures, Groucho II Film Partnership и Silver Pictures                                                                       |
| 16 април 1999 г.     | Сбогом, любовнико                            | копродукция с Regency Enterprises |
| 16 април 1999 г.     | Всичко за майка ми                           | единствено разпространение в Испания |
| 23 април 1999 г.     | Който търси – намира                         | копродукция с Alcon Entertainment |
| 30 юни 1999 г.       | Този див, див запад                          | копродукция с Peters Entertainment и Sonnenfeld-Josephson Worldwide Entertainment                                                                            |
| 30 юни 1999 г.       | Саут Парк: По-голям, по-дълъг и по-необрязан | единствено международно разпространение копродукция с Paramount Pictures, Comedy Central Films и Scott Rudin Productions                                     |
| 2 юли 1999 г.        | Шайло 2                                      | с Warner Bros. Family Entertainment |
| 16 юли 1999 г.       | Широко затворени очи                         | копродукция с Stanley Kubrick Productions, Pole Star и Hobby Films                                                                                           |
| 28 юли 1999 г.       | Синята бездна                                | копродукция с Village Roadshow Pictures |
| 6 август 1999 г.     | Железният гигант                             | с Warner Bros. Family Entertainment копродукция с Warner Bros. Feature Animation                                                                             |
| 20 август 1999 г.    | Мики Синьото око                             | копродукция с Castle Rock Entertainment |
| 27 август 1999 г.    | Кучето на Фландърс                           | разпространител |
| 1 септември 1999 г.  | Охлаждане                                    | единствено разпространение; копродукция с Morgan Creek Productions                                                                                           |
| 24 септември 1999 г. | Езикът на пеперудата                         | единствено разпространение |
| 1 октомври 1999 г.   | Трима крале                                  | копродукция с Village Roadshow Pictures |
| 15 октомври 1999 г.  | Разделени заедно                             | единствено международно разпространение; копродукция с Universal Pictures и Castle Rock Entertainment                                                        |
| 22 октомври 1999 г.  | Танго за трима                               | копродукция с Village Roadshow Pictures и Outlaw Productions                                                                                                 |
| 29 октомври 1999 г.  | Къщата на призрачния хълм                    | копродукция с Dark Castle Entertainment и Ghost House Pictures                                                                                               |
| 10 ноември 1999 г.   | Покемон: Първият филм                        | копродукция с Kids' WB, Nintendo и 4Kids Entertainment |
| 17 ноември 1999 г.   | Либърти Хайтс                                | |
| 10 декември 1999 г.  | Зеленият път                                 | номинация за „Оскар“ за най-добър филм единствено разпространение в САЩ; копродукция с Universal Pictures, Castle Rock Entertainment и Darkwoods Productions |
| 22 декември 1999 г.  | Всяка една неделя                            | копродукция с The Donners' Company and Ixtlan Productions |
| 22 декември 1999 г.  | Човек на луната                              | международно разпространение копродукция с Universal Pictures, Mutual Film Company, Marubeni, Toho-Towa, Tele-München, BBC, UGC-PH и Nordisk Film            |
| 24 декември 1999 г.  | Студено къдрене                              | копродукция с Crawford P. Productions и I Should Coco Films                                                                                                  |